# Johann II. (Sponheim-Kreuznach)

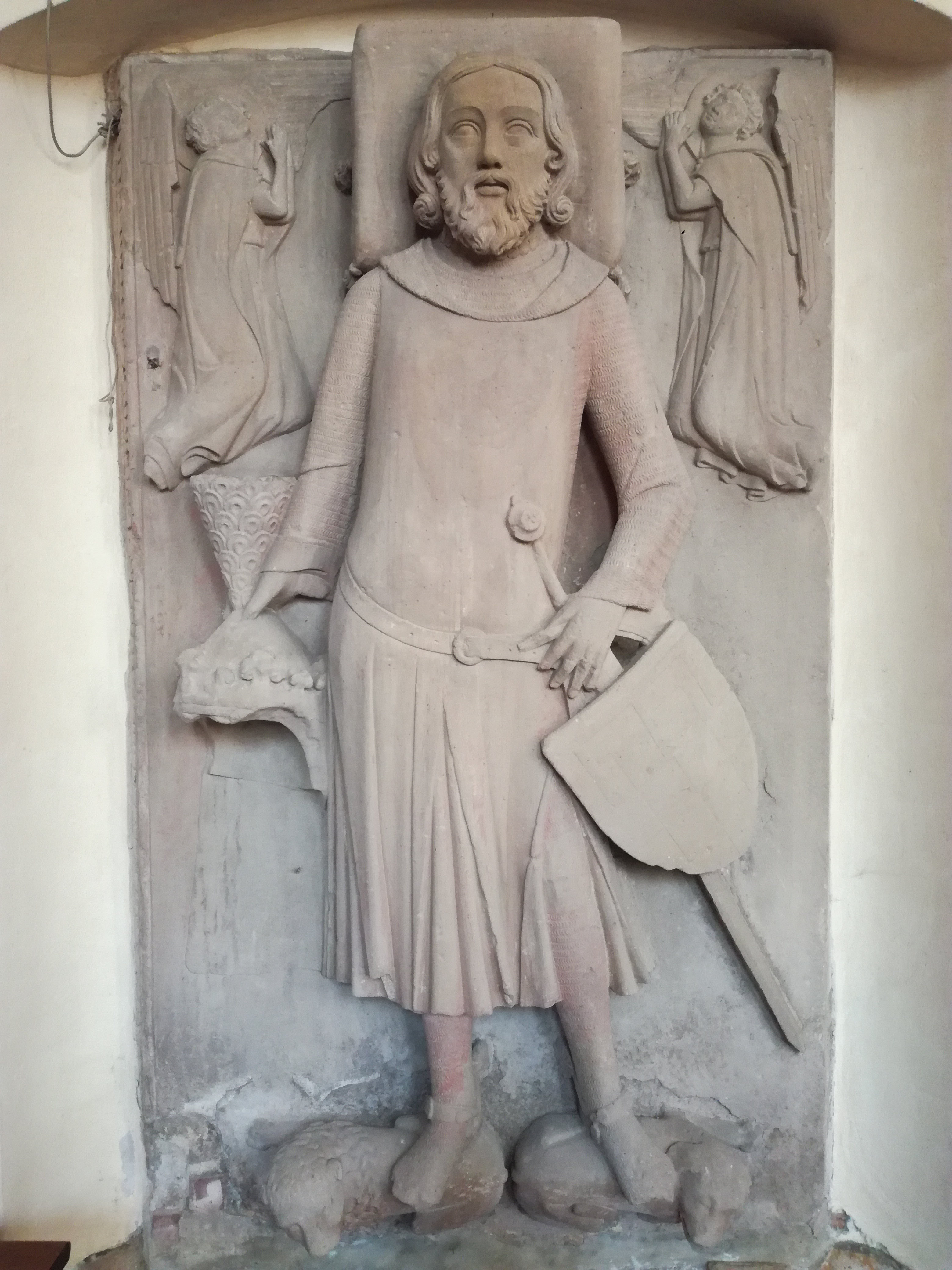
Tumbadeckel mit Darstellung von Graf Johann II. von Sponheim († 1340), Stiftskirche Pfaffen-Schwabenheim

Johann II. (* 1270/75; † 11. März 1340) von Sponheim-Kreuznach, war Graf der Vorderen Grafschaft Sponheim und entstammte dem Adelsgeschlecht der Sponheimer.

## Leben und Wirken
Johann II. war der Sohn von Johann I., genannt „der Lahme“. Er trat um 1290 zusammen mit seinem Bruder Simon II. als regierender Graf der vorderen Grafschaft Sponheim auf. Spätestens 1300 wurde die Vordere Grafschaft Sponheim zwischen den Brüdern aufgeteilt. Der nördliche Teil wurde durch Simon II. von Kastellaun aus regiert. Johann behielt den südlichen Teil mit dem alten Hauptort Bad Kreuznach. 1290 erhielt er die Herrschaft Ebernburg als Erbteil der im gleichen Jahr ausgestorbenen Linie Leiningen-Landeck (Verwandtschaft über die Mutter Adelheid von Leiningen-Landeck). Johann blieb unverheiratet, eine beabsichtigte Ehe mit einer Wildgräfin wurde wegen zu naher Verwandtschaft nicht geschlossen. Stattdessen hatte er einen unehelichen und daher nicht erbberechtigten Sohn namens Walrab mit einer Tochter aus der ritterlichen Familie Stelin von Bonnheim, die sponheimische Ministeriale waren. Der Sohn Walrab begründete die (nichtgräfliche) Linie der Koppensteiner. Zusammen mit seinem Bruder unterstützte er Friedrich den Schönen in der Zeit des Doppelkönigtums bis 1322. 1328 führte die Unterstützung der Wildgrafen durch die Sponheimer in der ersten Schmidtburger Fehde zu bewaffneten Auseinandersetzungen mit Balduin von Luxemburg. Bereits 1330 unterstützte Johann Ludwig den Bayern und erhielt von diesem das Stadtrecht für Winterburg und Koppenstein. Anders als sein Bruder Simon betrieb Johann eine aktive Burgenpolitik. Er reaktivierte Burg Koppenstein, erbaute Winterburg, kaufte Burg Grafendahn und Burg Gutenburg. Johann starb am 11. März 1340, als Erbe hatte er seinen Neffen Walram eingesetzt, der die vordere Grafschaft damit wieder vereinte. Das Grab Johanns befindet sich in der sog. Klosterkirche zu Pfaffen-Schwabenheim, wo es noch heute zu besichtigen ist.
Graf Jan (Johann) und eine Gräfin Johanna van Spanheym waren Mitglieder der marianischen Illustre Lieve Vrouwe Broederschap zu ’s-Hertogenbosch.

## Wappenbild
Ein Siegelabdruck des Grafen Johann von Sponheim zeigt einen Ritter, der auf einem galoppierenden Pferd sitzt und im linken Arm seinen Schild und in der ausgestreckten rechten Hand ein Schwert hält. Der Schild und die Decke des Pferdes sind geschacht.

## Nachkommen
- Wallrab von Koppenstein; unehelicher Sohn und Begründer der Linie „von Koppenstein“
- Simon von Argenschwang; unehelicher Sohn
- Henne von Cruzenach († nach 1379),[4] unehelicher Sohn und Burggraf zu Vianden